# Gruberau (Gemeinde Wienerwald)
Gruberau ist eine Ortschaft der Gemeinde Wienerwald im Bezirk Mödling in Niederösterreich.

## Geografie
Gruberau ist der nördlichste Ort der Gemeinde Wienerwald, die sich von hier nach Südosten erstreckt. Zugleich ist Gruberau die westlichste Ortschaft des Bezirkes Mödling. Hier kreuzen sich die Landesstraßen L 127 und L 130. Bekannt ist Gruberau auch durch das Landgasthaus Schusternazl, das nach Turbulenzen nicht weiter geöffnet hat. Das ehemalige Schusternazl wird auch kein Hotel mehr darstellen sowie keinerlei Gaststätte mehr beinhalten.

## Geschichte
Laut Adressbuch von Österreich waren im Jahr 1938 in Gruberau zwei Gastwirte ansässig. Der Ort liegt in der Katastralgemeinde Stangau und war bis 1933 Teil der Gemeinde Sulz-Stangau, danach bis 1938 Teil der damaligen Gemeinde Stangau. 1938 eingemeindet zu Groß-Wien und ab 1954 bis zur Konstituierung der Gemeinde Wienerwald im Jahr 1972 Teil der Gemeinde Sulz im Wienerwald.